# Herichthys pearsei
Cincelichthys pearsei es una especie de peces de la familia Cichlidae en el orden de los Perciformes.

## Morfología
Los machos pueden llegar alcanzar los 20 cm de longitud total.

## Hábitat
Vive en zonas de clima tropical entre 26 °C-30 °C de temperatura.

## Distribución geográfica
Se encuentra en  América Central: vertiente atlántica entre el sureste de México y el norte de Guatemala.